# Parapetalophthalmus suluensis
Parapetalophthalmus suluensis is een aasgarnalensoort uit de familie van de Petalophthalmidae. De wetenschappelijke naam van de soort is voor het eerst geldig gepubliceerd in 1998 door Murano & Bravo.